# باميلا سيلفا كوندي
باميلا سيلفا كوندي (بالإنجليزية: Pamela Silva Conde)‏ هي صحفية أمريكية، ولدت في 16 أغسطس 1981 في ليما في بيرو.